# ميرزا مسعود الأنصاري
ميرزا مسعود خان الأنصاري (بالفارسية: میرزا مسعود خان انصاری) (وفاته: 1848) هو سياسي إيراني في عصر الدولة القاجارية، شغل منصب وزير الخارجية مرتين في المرة الأولى من سنة 1835 إلى 1838 وفي المرة الأخرى من 1845 حتى سنة 1848. وقد شهد حكم كل من محمد شاه قاجار وناصر الدين شاه.